# Ramirezia balsae
Ramirezia balsae is een zeeanemonensoort uit de familie Acontiophoridae.
Ramirezia balsae is voor het eerst wetenschappelijk beschreven door Zamponi in 1979.